# شوكت باموق
شوكت باموق (بالتركية: Şevket Pamuk)‏ (و. 1950  م) هو مؤرخ اقتصادي، واقتصادي، وأستاذ جامعي تركي، ولد في إسطنبول.

## التعليم
تعلم في كلية روبرت ‏
.